# Truskavec ptačí
Truskavec ptačí, někdy též rdesno ptačí (Polygonum aviculare), je plazivá až vystoupavá bylina z čeledě rdesnovitých.

## Výskyt
Místo původu tohoto druhu není známo, v současnosti je tato plevelná rostlina k nalezení téměř po celém světě, málo se vyskytuje pouze v oblastech s tropickým podnebím. Roste na polích, zahradách, na kompostech a rumištích, podél cest a náspů, ve vlhkých kyprých i těžkých půdách, méně již na písčinách. Přestože je náročná na dusík, vyrůstá i na chudších půdách. Roste také na silně podmáčených a slaných místech. Poměrně dobře snáší sešlapování, mechanické poškozování a sucho. V České republice roste roztroušeně až hojně, od nížin až po pahorkatiny do výšek asi 1300 m n. m.

## Popis
Je to jednoletá, jen vzácně ozimá plazivá rostlina zelené nebo modravě zelené barvy. Její až 100 cm dlouhá článkovitá, rýhovaná lodyha vyrůstá z jednoletého kořene, od báze je silně rozvětvená. Některé její větve jsou poléhavé, jiné vystoupavé a rostlina jako celek vytváří husté přízemní koberce, v uzlech často zakořeňuje. Hladká lodyha je po celé délce až k vrcholu porostlá úzce vejčitými nebo čárkovitě kopinatými, žebrovanými, celokrajnými jednotvarými nebo různotvarými listy s ostrými vrcholy. Mají krátké řapíky, takže jsou téměř přisedlé. Listy jsou dlouhé 15 až 50 mm a široké 3 až 15 mm, přitom listy odbočných větví jsou o hodně menší oproti listům hlavní lodyhy. Botky jsou suchomázdřité, stříbrolesklé, posléze bývají roztřepené. Je to druh silně proměnlivý v listech i ve vzhledu. Zajímavosti je to, že v noci se jeho listy zvedají a přikládají se k sobě.
Drobné květy na stopkách dlouhých jen 1,5 až 5 mm jsou seskupeny po 2 až 8 v drobných úžlabních klubíčkách. Pětičetné okvětí je hluboké, podlouhlé nebo obvejčité okvětní plátky 2 až 5 mm dlouhé jsou z 20 až 60 % srostlé do trubky, mají barvu zelenou nebo červenohnědou s bílými, růžovými nebo červenými okraji. Mezi nimi je 8 tyčinek přečnívající okvětí a tříboký semeník, který má na svém konci 3 tenké čnělky s bliznami. Tyčinky jsou uspořádány ve dvou přeslenech, ve vnějším je jich pět s introrzními prašníky a ve vnitřním tři s extrorzními, prašníky jsou růžové až fialové barvy. Květ nemá nektarové žlázky. K opylování dochází cizím i vlastním pylem jak při otevřeném, tak i zavřeném květu. Vykvétá v červnu až říjnu.
Trojhranné nažky vejčitého tvaru o délce 1 až 4 mm jsou někdy obaleny okvětím, mívají barvu světle až tmavě hnědou, na konci mají špičku se zobáčkem. Jsou oblíbenou potravou semenožravých ptáků. Někdy se u truskavce ptačího vyskytuje i různoplodost.

## Rozmnožování
Rozmnožuje se výhradně semeny, nažkami, kterých může na jedné rostlině vyrůst za období jejího života až 2000, po dozrání nažky ihned vypadávají do půdy. V roce uzrání nažky většinou nevyklíčí, potřebují v půdě přezimovat a jen výjimečně za teplého a vlhkého počasí klíčí ještě na podzim. Následujícího roku časně z jara, někdy i pod sněhem, hromadně klíčí a to z hloubky až do 9 cm. Dobrou klíčivost si semena podržují po několik let.

## Význam
Truskavec ptačí se dlouhodobě používá v bylinářství, pro léčebné účinky se od května do září sbírá a ve stínu suší jeho nať. Droga obsahuje třísloviny, glykosidy, organické kyseliny, kyselinu křemičitou, sacharidy, sliz, pryskyřice a silice. Podává se ve formě odvaru nebo nálevu k léčbě různých neduhů, slouží např. k čištění krve, jeho močopudných účinků se využívá k pročištění ledvin a močového měchýře, rozkládá ledvinové kameny, usnadňuje vykašlávání a uvolňuje hleny, působí svíravě při průjmech, celkově zlepšuje metabolismus organismu, tlumí vnitřní krvácení, zevními obklady se urychluje hojení ran.
Jako opak k jeho přednosti, léčebnému účinku, přistupuje schopnost zaplevelovat obdělávaná pole. Například v obilovinách neroste s počátku příliš rychle, ale v době metání obilí se půda prosvětluje a pod zrajícím obilím se truskavec ptačí rychle rozrůstá. V době sklizně již vytváří souvislé porosty které nebývají posekány pro svůj nízký plazivý vzrůst a mohou tak dozrát všechna semena. Plodinám ve kterých roste škodí odčerpáváním potřebných živin a vláhy svým silným kořenovým systémem. Je to obtížný plevel v obilovinách, okopaninách i vytrvalých pícninách. Rostliny i semena rády požírají ovce, způsobují jim však průjmy.

## Truskavec ptačí

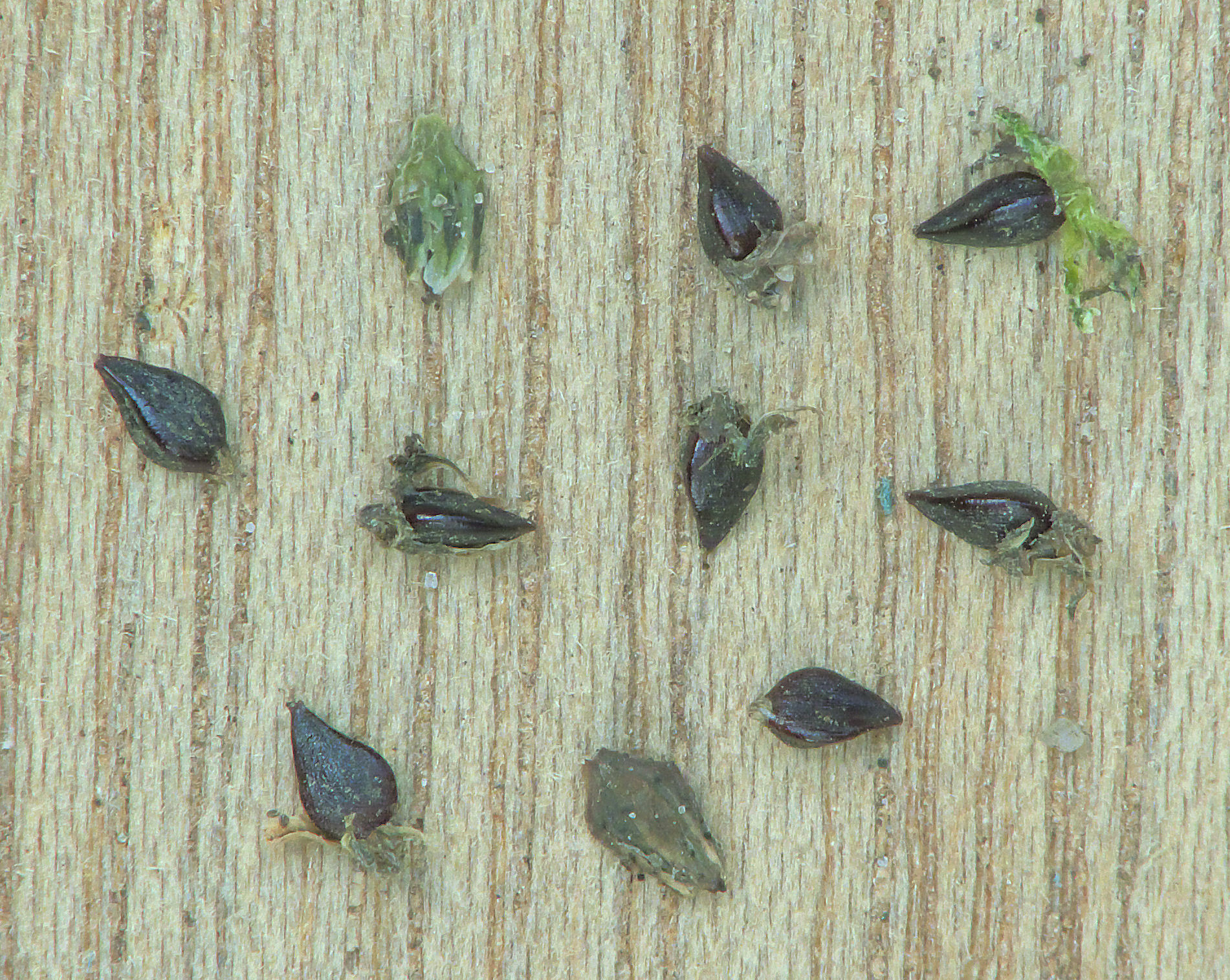
Semena
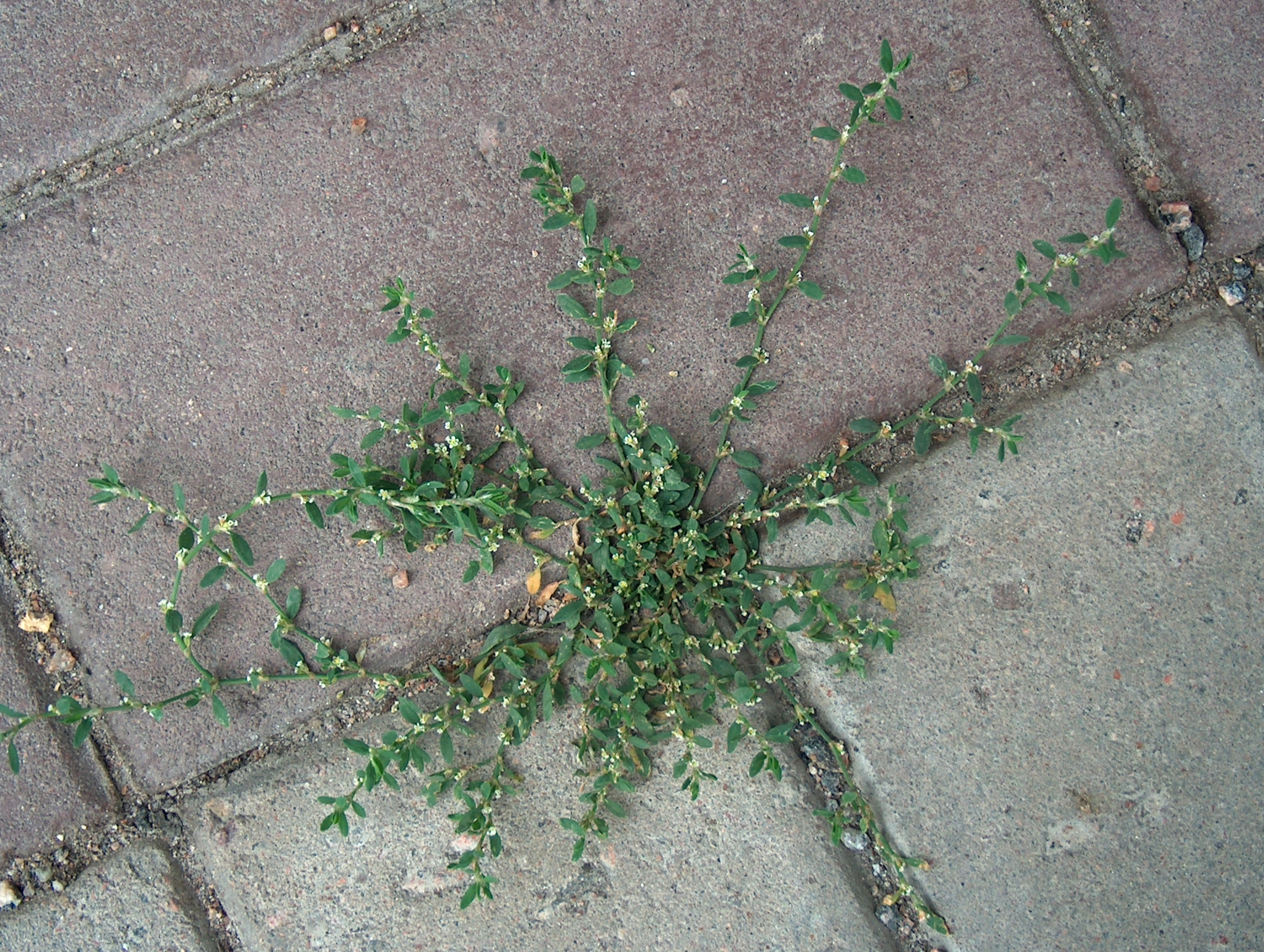
Přízemní rostlina
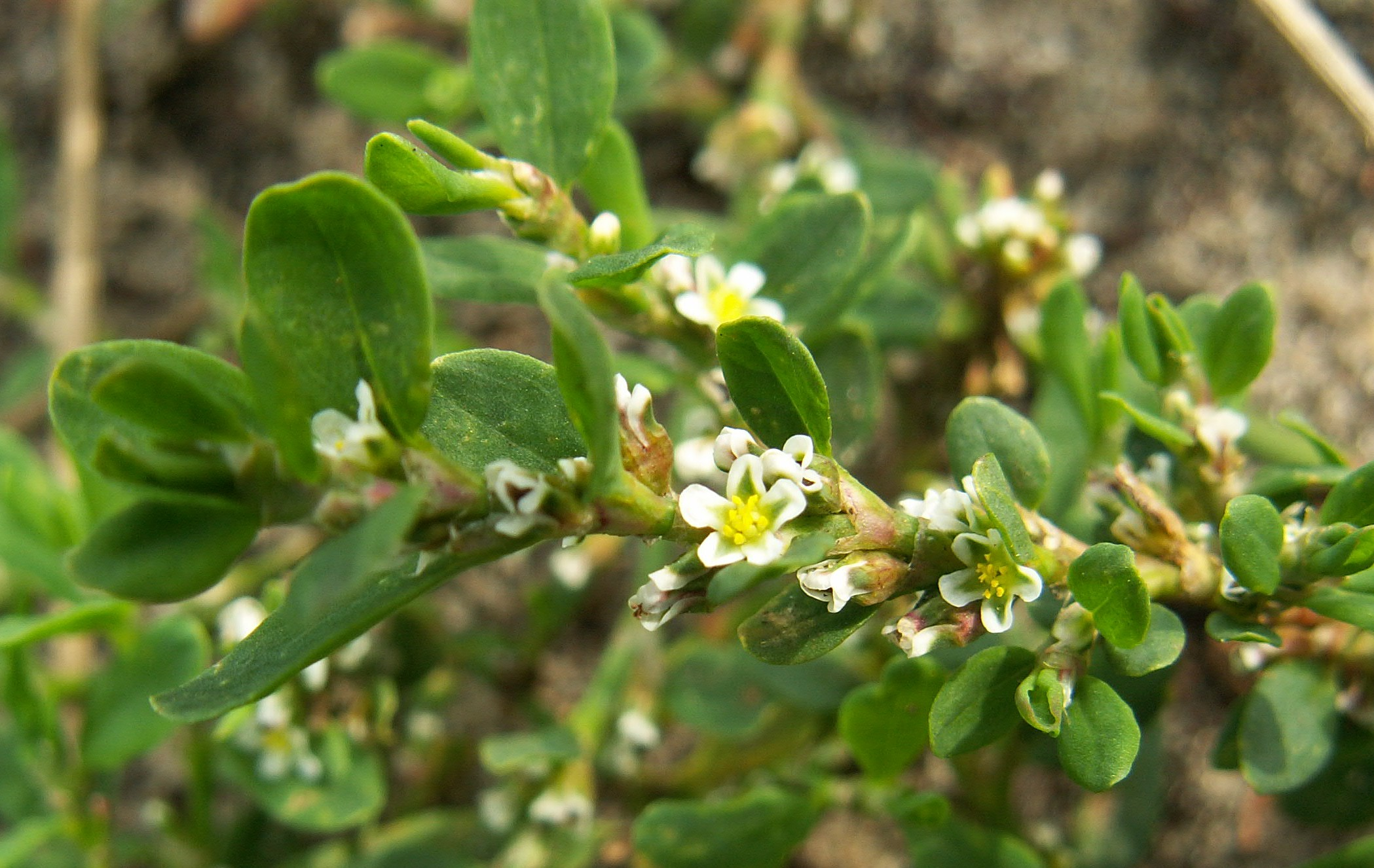
Listy a květy